# Krnja Jela (Sjenica)
Krnja Jela (em cirílico: Крња Јела) é uma vila da Sérvia localizada no município de Sjenica, pertencente ao distrito de Zlatibor. A sua população era de 33 habitantes segundo o censo de 2011.

## Demografia
| 1948 | 1953 | 1961 | 1971 | 1981 | 1991 | 2002 | 2011 |
| ---- | ---- | ---- | ---- | ---- | ---- | ---- | ---- |
| 117  | 141  | 149  | 126  | 123  | 70   | 47   | 33   |